# Kleine Tanzfliegen
Die Kleinen Tanzfliegen (Microphorinae) sind eine Unterfamilie der Langbeinfliegen. Wie alle Fliegen gehören sie zu den Zweiflüglern (Diptera).

## Lebensweise
Interessant ist die Ernährung der Vertreter der Gattung Microphor. Diese Fliegen saugen an Beutetieren, die in Spinnweben gefangen sind.
Soweit bekannt leben die Larven der Kleinen Tanzfliegen im Boden.

## Systematik
Die Vertreter dieser Unterfamilie wurden vormals den Tanzfliegen (Empididae) zugeordnet, von diesen jedoch aufgrund morphologischer Unterschiede getrennt und 1983 von M. Chvála als eigene Familie etabliert. 2006 wurden sie nach einer kladistischen Untersuchung durch Bradley J. Sinclair und Jeffrey M. Cumming als Unterfamilie in die Familie der Langbeinfliegen (Dolichopodidae) eingegliedert. Derzeit werden nur die Gattungen Microphor und Schistostoma zu dieser Unterfamilie gezählt, in Europa kommen acht Arten der Gattung Microphor und vier Arten der Gattung Schistostoma vor.
Europäische Arten:
- Microphor albopilosus (Becker, 1910)
- Microphor anomalus (Meigen, 1824)
- Microphor crassipes (Macquart, 1827)
- Microphor holosericeus (Meigen, 1804)
- Microphor intermedius (Collin, 1961)
- Microphor pilimanus (Strobl, 1899)
- Microphor rostellatus (Loew, 1864)
- Microphor strobli Chvála, 1986

- Schistostoma discretum Collin, 1949
- Schistostoma nigrosetosum Chvála, 1987
- Schistostoma thalhammeri Chvála, 1987
- Schistostoma truncatum (Loew, 1864)